# Jarnellius monticola
Jarnellius monticola is een muggensoort uit de familie van de steekmuggen (Culicidae). De wetenschappelijke naam van de soort is voor het eerst geldig gepubliceerd in 1957 door Belkin & McDonald.